# 脯刑
脯刑是中国古代的死刑之一，就是把犯罪者杀死后晒成肉干。
在商朝末期，商纣王醢九侯之后，鄂侯认为纣王不应该醢九候，与其争辩此事的利害得失，纣王将鄂侯杀死晒成肉干。